# Vodní pólo na mistrovství Evropy v plaveckých sportech 1981
Zápasy ve vodním pólu na mistrovství Evropy v plaveckých sportech za rok 1981 proběhly v Splitu, Jugoslávie ve dnech 5. až 12. září 1981.

## Československá stopa
V nominaci bylo 11 hráčů a 2 nehrající náhradníci. Juraj Kula (*1959) z TJ Červená hviezda Košice, Juraj Solil (*1951) z TJ CHZWP Nováky, Roman Bačík (*1959) z TJ Červená hviezda Košice, Marián Dabrovský (*1955) z TJ Červená hviezda Košice, Ladislav Vidumanský st. (*1961) z TJ Červená hviezda Košice, Radomír Jaška (*1957) z TJ Červená hviezda Košice, Jozef Salonna (*1960) z TJ Červená hviezda Košice, Roman Poláčik (*1963) z TJ Kúpele Piešťany, Ján Bohát (*1954) z TJ Červená hviezda Košice, Vidor Borsig (*1963) z TJ Slávia UK Bratislava, Peter Čiliak (*1959) z TJ Červená hviezda Košice a náhradníci Pavol Sirotný (*1960) z TJ Slávia UK Bratislava, Ľubomír Žurek (*1959) z TJ Slávia UK Bratislava. Trenér Ladislav Bottlik.
- TCH – POL 10:10 (3:2, 4:2, 1:4, 2:2)[1], Branky TCH: Roman Bačík, Ladislav Vidumanský st....
- TCH – BUL 6:6 (1:1, 1:2, 2:1, 2:2)[2], Branky TCH: Radomír Jaška, Peter Čiliak...
- TCH – GBR 6:5 (1:2, ???)[3], Branky TCH: Roman Bačík 3, ...
- TCH – SUI 14:2 (1:0, 5:0, 2:1, 6:1)[4], Branky TCH: Roman Bačík 5, Radomír Jaška 4, Ján Bohát 3, Jozef Salonna 1, Peter Čiliak 1
- TCH – FIN 16:0 (4:0, 6:0, 3:0, 3:0)[5], Branky TCH: Roman Bačík 10, Peter Čiliak 2, Ján Bohát 1, Radomír Jaška 1, Roman Poláčik 1, Pavol Sirotný 1
- TCH – GRE 8:7 (1:2, 3:1, 1:2, 3:2)[6], Branky TCH: Roman Bačík 4, Jozef Salonna 3, Radomír Jaška 1
- TCH – FRA 8:8 (1:1, 3:2, 2:3, 2:2)[7], Branky TCH: Roman Bačík 4, Jozef Salonna 2, Marián Dabrovský 1, Radomír Jaška 1

Československo startovalo ve druhé výkonnostní skupině B. Kvůli vysokému počtu přihlášených byla skupina rozdělena na dvě části. Úvodní zápas proti Polsku začal československý výběr dobře, v polovině zápasu vedl již 7:2, ale ve třetí třetině polevil v koncentraci a nechal soupeře srovnat na konečných 10:10. Ve druhém zápase s favorizovaným Bulharskem ještě minutu před koncem prohrávali o dva góly. Minutu před koncem snížil Roman Bačík na 5:6 a 2 sekundy před koncem Radomír Jaška v přesilovce vyrovnal na 6:6. Ve třetím zápase porazili Spojené království 6:5. Zápasy s outsidery Švýcarskem a Finskem československý výběr zvládl bez potíží. Do finálové skupiny B postupovalo Československo z druhého místa za Bulharskem. Úvodní zápas s Řeckem patřil k nejlepšímu výkonu československého týmu na turnaji. Po výhře 8:7 stačila Československu k celkové výhře ve skupině B remíza s Francií. Zápas s Francií skončil remízou 8:8 a celkovým vítězstvím ve skupině B mistrovství Evropy a celkově 9. místo. Nejlepším střelcem byl Roman Bačík s 31 brankami.

## Medailisté
| Muži | Zlato | Stříbro | Bronz |
| ---- | --- | --- | --- |
| Tým  | Západní Německo (FRG) (Roland Freund, Günter Kilian, Thomas Loebb, Ralf Obschernikat, Werner Obschernikat, Rainer Osselmann, Frank Otto, Peter Röhle, Jürgen Schröder, Hagen Stamm, Jürgen Stiefel, Michael Wendel, Bernd Weyer) | Sovětský svaz (URS) (Micheil Giorgadze, Vladimir Akimov, Erlan Ajapbergenov, Obotkov, Sergej Nikiforov, Alexandr Kabanov, Sergej Kotěnko, Erkin Šagajev, Nurlan Mendygalijev, Michail Ivanov, Nikolaj Smirnov, Treťjakov, Jevgenij Šaronov) | Maďarská lidová republika (HUN) (Tibor Cservenyák, György Heltai, Attila Sudár, György Gerendás, György Horkai, László Kuncz, József Somossy, István Kiss, György Kenéz, András Fehér, Gábor Schmiedt, ??? (n), ??? (n)) |

pozn. Dva hráči ze sestav byli nehrajícími náhradníky tj. náhradníci na tribuně, nebo necestující náhradníci připraveni na telefonu dorazit v případě zranění.